# Knooppunt Kranenbarg
Knooppunt Kranenbarg is een voormalig radioprogramma op de Nederlandse zender NPO Radio 2, gepresenteerd door Bert Kranenbarg. Het programma werd iedere werkdag van 16.00 tot 18.00 uur uitgezonden door de NCRV. Bij afwezigheid van Bert Kranenbarg werd het programma gepresenteerd door Jurgen van den Berg of Bert Haandrikman. Tussen september 2010 en september 2013 werd Knooppunt Kranenbarg uitgezonden van 16.00 tot 19.00 uur. Op 1 september 2014 werd het programma opgevolgd door Wout2Day met Wouter van der Goes.

## Programmaonderdelen
Het programma bestond uit nieuwsgesprekken en muziek. Naast de actuele onderwerpen bestond het programma uit:
- De Nieuwsvraag. Een 'rode draad' door de uitzending. Een actueel onderwerp in de vorm van een vraag. In elk uur van de uitzending kwam dit onderwerp naar voren. Vaak kon er hierdoor dieper op het onderwerp worden ingegaan.
- Fluitend de Avond in. Een Nederlander die op één of andere manier een bijzondere dag had gehad, werd vlak voor het einde van het programma gebeld en ging 'fluitend de avond in' door letterlijk te fluiten. Vervolgens speelde er een speciale eindmelodie, ingefloten door Kunstfluiter Geert Chatrou.

## Oudere programmaonderdelen
Eerdere programmaonderdelen van Knooppunt Kranenbarg waren onder meer:
- De dag in twee minuten. Het eigen nieuwsoverzicht van het programma. Vaak met fragmenten uit nieuwsgesprekken die eerder in de uitzending waren.
- De CampingTV-Zomertour. Verslaggevers speelden op campings door het hele land met campinggasten televisieprogramma's na die met zomerstop waren. Uitgevoerd in zomer 2011.
- De Wasstraat. Een spel waarbij luisteraars zogenaamd naast elkaar in de auto zaten en door het geluid van de wasstraat een plaat moesten raden.
- Knipoog naar de file. Een item waarbij luisteraars in de file van de dag opgeroepen werden te bellen. De opnamen van de gesprekken werden geknipt tot een hilarisch 'nepgesprek'.
- Het Trilemma. Elke dag werd luisteraars aan de hand van de actualiteit een vraag voorgelegd met niet twee maar drie antwoordmogelijkheden. Luisteraars moesten kiezen voor een van de antwoorden en ook een deskundige liet zijn of haar licht over de antwoordopties schijnen.
- De Luisterkijker. Een rubriek waarbij luisteraars radio- en tv-programma's recenseerden.
- Even voor Zeven. Luisteraars vertelden wat zij om een paar minuten voor zeven aan het doen waren en wat voor avond ze tegemoet gingen.

## Alpe d'HuZes en Knooppunt Kranenbarg
Knooppunt Kranenbarg was nauw betrokken bij Alpe d'HuZes en het doel dat deze organisatie heeft.
- Vanaf 2007 volgde Knooppunt Kranenbarg het evenement Alpe d'HuZes al. De betrokkenheid van het programma bij Alpe d'HuZes groeide gestaag mee. Bestond de eerste samenwerking in 2007 uit een telefoontje tussen Bert Kranenbarg en toenmalig voorzitter Coen van Veenendaal die aan zijn zevende beklimming van de Alpe d'Huez bezig was, het jaar erna zond Knooppunt Kranenbarg uit vanaf de bergtop.
- In 2008 werd voor het eerst een locatie-uitzending gemaakt vanaf de Alpe d'Huez bij Alpe d'HuZes.
- Op 4 juni 2009 deed Knooppunt Kranenbarg onder de naam Team Knooppunt Kranenbarg mee aan de Alpe d'HuZes van 2009. Zes renners deden mee: Frits Barend, Nico Rienks, Adrie van der Poel, Joop Zoetemelk, Frank du Mosch en de Radio 2-luisteraar Erik Kuiper. Die dag om 18.06 uur werd bekend dat het doel van € 100.000 was gehaald. In totaal werd uiteindelijk ruim € 125.000 ingezameld door Team Knooppunt Kranenbarg. Het totaalbedrag van Alpe d'HuZes in 2009 was ruim € 5,8 miljoen.
- In 2010 koos Knooppunt Kranenbarg ervoor om mee te doen met een Powervrouwenteam: een team bestaande uit vrouwen. Zes vrouwen maakten deel uit van dit team: zangeres Ruth Jacott, presentatrice Caroline Tensen, weervrouw Helga van Leur, boksster Esther Schouten en luisteraars Wendy van den Ham en Petra van Tongeren. Zij gingen de uitdaging aan om met weinig tot geen fietservaring de Alpe d'Huez op te fietsen in de strijd tegen kanker. Ook Bert Kranenbarg fietste zelf de berg op, uitgedaagd door Frits Spits.
- In 2011 was Knooppunt Kranenbarg wederom aanwezig bij Alpe d'HuZes, maar ditmaal zonder eigen team. Als invalshoek werd gekozen om zes jongeren te volgen die meededen met de tocht en die zelf kanker hebben of hebben gehad.
- In 2012 volgde Knooppunt Kranenbarg een fietsteam uit het Brabantse dorp Prinsenbeek. Hier maakte de NCRV ook een televisieserie over: Fietsen naar de top.
- In 2013 daagde Knooppunt Kranenbarg longpatienten van het Rode Kruis ziekenhuis in Beverwijk uit om aan het begin van het jaar te stoppen met roken, waardoor ze in juni de Alpe d'Huez op zouden kunnen fietsen. Het team stond onder leiding van de longartsen Wanda de Kanter en Pauline Dekker. Het lukte! Alle programma's van Radio 2 zonden die eerste donderdag van juni uit vanaf de Alpe d'Huez.
- Ook in 2014 was Knooppunt Kranenbarg tijdens Alpe d'HuZes in Frankrijk om uitzendingen te maken. Het programma volgt onder meer afvalgoeroe Sonja Bakker en kankerpatient Wouter Verhaar in hun poging de berg te beklimmen.